# 台中市立台中第一高級中等学校
台中市立台中第一高級中等学校（たいちゅうしりつたいちゅうだいいちこうきゅうちゅうとうがっこう、Taichung Municipal Taichung First Senior High School, TCFSH）、は台湾の台中市に位置する高級中等学校である。略称は台中一中、中一中。
台中一中の創立は1915年に遡る。当時中部地区の有力者であった林烈堂、林熊徴、林献堂、辜顕栄、蔡蓮舫、呂汝玉等が、日本の同化主義的な教育に危機感を覚え、独自の教育を実施するために台湾公立台中中学校を設立したのが前身であり、台湾の教育主権の象徴である。1学年25クラスで合計75クラス、敷地面積は71107平方メートル。

## 校史
「吾台人初無中学、有則自本校始（台湾人の中学を始める）」を掲げ、1915年に創立された。当初は「台湾公立台中中学校」と称し、台湾籍の優秀な子弟を集め教育を行い、後に「台湾公立台中高等普通学校」と改称した。
- 1921年 「台中州立台中第一中等學校」と改称し5年制とした。台湾籍子弟を対象にしていた。
- 1927年 「炊事事件」が発生し自治を求める学生と学校側が衝突。授業の集団ボイコットなどが発生し、強制および自主退学者が100名を超えた。
- 1945年 終戦に伴い「台湾省立台中第一中学」と改称。
- 1947年 二二八事件が発生。生徒に依る学校及び教師の保護が行なわれる。国軍21師により生徒の逮捕が企図されるが、金樹栄校長の保護により逮捕は完遂されず。
- 1954年 政府の防空対策により、豊原翁子地区に分校を設置。
- 1968年 義務教育9年制の施行により、分校が独立し現在の豊原高中の前身が誕生。
- 1970年 初中部を廃止。「台湾省立台中第一高級中学」と改称。
- 1987年 理数系コースを設置。
- 1996年 美術コースを設置し初めて女子生徒の募集を開始する。
- 2000年 国立に改編され「国立台中第一高級中学」と改称。
- 2003年 文系コースを設置し、女子生徒の募集を開始したが、のちは男子生徒のみが募集対象となる。
- 2015年 5月1日、開校100年の記念式典[1]。また、同日、1937年（昭和12年）建設された旧講堂も、同校の歴史を伝える「校史館」として再オープンした。同建物は、2004年に市の歴史的建造物に指定されていたが、地震や水漏れなどで老朽化が進み、近年ではほとんど利用されていなかった[1]。同校の卒業生である台達（デルタ）電子創業者、鄭崇華名誉董事長（会長）からおよそ7000万台湾元（約2億7000万円）の寄付を受け、2012年から修復工事されていたもの[1]。
- 2017年 1月1日、台中市立に改編され、「台中市立台中第一高級中等学校」と改称[2]。

## 歴代校長

### 日本統治時
1. 田川辰一（1915年2月3日-1919年3月）
2. 小豆澤英男（1919年6月-1924年11月）
3. 下村虎六郎（下村湖人）（1925年6月-1928年9月）
4. 楠基道（1928年10月-1931年7月）
5. 吉川祐戒（1931年8月-1933年3月）
6. 広松良臣（1933年4月-1940年7月）
7. 田中惠一（1940年8月-1945年10月）

### 戦後
1. 金樹栄（1945年11月-1954年8月）
2. 宋新民（1954年8月-1960年2月）
3. 黄金鰲（1960年2月-1967年9月）
4. 周封岐（1967年9月-1969年8月）
5. 段茂廷（1969年8月-1981年12月）
6. 湯孝彬（1981年12月-1987年8月）
7. 陳継統（1987年8月-1995年8月）
8. 陳時宗（1995年8月-1999年8月）
9. 蔡瑞栄（1999年8月-2000年7月）
10. 蔡炳坤（2000年8月-2008年7月）
11. 郭伯嘉（2008年8月-2012年7月）
12. 陳木柱（2012年8月-2020年7月）
13. 林隆諺（2020年8月-現職）

## 校歌

### 現代の校歌
雲霞燦爛 絃歌鏗鏘

済済多士聚首一堂

励爾学 敦爾品

景前賢而思斉

合群力 集群智

光吾校而輝煌

鵬程万里兮乗風飛揚

育才為楽兮大道是彰

実現三民主義発揮民主精神

青天白日無彊

### 日本統治時代の校歌
南の柱
1.
光は下（くだ）りぬ　生命（いのち）の光
み鏡　み剣　み璽（たま）の光
輝（かが）よひ下りぬ　我等が島に
若（わか）やぐ命を　足る日に享けて
歌ふや　われら　　南の地（ち）の子
2.
み空（そら）に声あり　久遠（くおん）のひびき
「南を守れ」と　照る日の御宣（みのり）
尊き使命に　今こそ眼ざめ
大和田五百重（おほわだいほえ）の　潮のごとく
きほふや　われら　　南の男の子
3.
われらの学び舎　南の柱
常世（とこよ）にゆるがぬ　南の柱
真夏を彩（いろど）る　椰子の葉かざし
あふるる力に　大地をふみて
進むや　われら　南の男の子

## 建築
- 入徳之門（前庭銅像、創立80週年の際に同窓会より寄贈）
- 荘敬楼
- 敬業楼
- 麗沢楼
- 慎思楼
- 図書館
- 校史館（現存する唯一の日本統治時代の建造物）
- 景賢楼
- 康楽館
- 科学館
- 音楽館
- 体育運動大楼
- 調理教室
- 学生宿舍
- 光中亭 - 1936年、台中第一中等学校校内神社として建てられ、神武天皇が祭られた。戦後廃祀され、1947年に庭園となり光中亭と改称される。1976年には現在の形に建て直された。

## 著名出身者

### 学術
- 陳維昭：新竹生医園区準備主任、台大医学部部長、国立台湾大学学長
- 羅銅壁：台大教授、教務長、中央研究院院士、中央研究院副院長
- 廖一久：台湾草蝦養殖の先駆者、中央研究院院士 水産試験所所長
- 陳楷模：国泰総合医院院長、国科会優等研究賞受賞
- 牟宗燦：世新大学学長、国立東華大学前学長、立法委員
- 傅勝利：義守大学学長
- 蔡煒東：台北市医師公会顧問 台北市防癌協会創始者、中華民国防癌篩検中心創始者
- 謝献臣：行政院衛生署顧問 高雄医学院院長
- 呉澄敏：華米協会代表、僑委会諮詢委員
- 呉煜宗：世新大学教授（くれ よそう、憲法学者）

### 芸術文化
- 林懐民：雲門舞集創始者、国家文芸賞受賞、
- 趙少康：ジャーナリスト
- 呂泉生：私立栄星児童合唱団
- 陳千武：詩人、台湾現代詩人賞、国家文芸賞翻訳賞及び貢献賞受賞
- 廖徳政：画家 第一回全省美展特選賞、第六回全省美展特選金賞受賞
- 陳慧坤：画家 國家文分賞、二等景星勲章、文建会文馨賞受賞
- 巫永福：詩人 小説家
- 陳亭卿：
- 黄舒駿：作曲者、歌手

### 政官
- 李敖：立法委員。
- 林柏榕：文山社大学校長、立人高中校長、台中前市長
- 許世楷：台湾駐日代表。
- 李應元：行政院労委会主委 前駐米副代表、行政院秘書長
- 呉澧培：総統府資政 台米公民協会創始者、南カルフォルニア台湾会館基金会理事
- 陳孟鈴：監察院副前院長、台中県長、内政部次長
- 房金炎：駐カナダ元代表、外交部政務次長
- 施啓揚：総統府資政、司法部部長、行政院副院長、国安会秘書長司法院長
- 張光錦：立法委員、総統府侍衛長、軍団副司令、陸軍副総司令
- 劉泰英：国民党財務委員会主委 経済学者
- 李光雄：考試委員 省人事処処長、銓敘部次長
- 林尊賢：駐韓代表
- 張啓仲：総統府国策顧問、台中市議長、台中市市長、台湾省体育会理事長
- 呉敦義：立法委員、南投県長、高雄市長、行政院長（首相）
- 趙守博：中広公司董事長、省新聞処長、社会処長、労委会主委、行政院政務委員
- 江青釗：国立台湾師範大学附属高級中学教師

### 経済界
- 黄茂雄：東元集団董事長、総統府国策顧問、東信電訊中華民国工商協進会理事長
- 張伯欣：彰化銀行董事長、恵台実業、永三企業、中泰租貸公司董事長
- 鄭崇華：台達電子公司董事長
- 許雲霞：永大機電董事長
- 林鐘雄：玉山銀行董事長、経済学者
- 巫錦源：錦暉投資公司董事長、川崎運動器材公司董事長、中華民国ライオンズクラブ会長
- 戴立寧：僑銀董事長、台湾証券交易所主任委員、財政部政務次長
- 薛維忠：中華票券公司董事長
- 許秋滄：富陽投資公司董事長、皇宇企業創始者、台北市台中一中校友文教基金会創始者
- 毛治国：中華電信董事長、交通部観光局長、高速鉄路工程局長、行政院長

## 高校との連携
Taichung Big Five
- 台中市立台中女子高級中等学校
- 台中市立台中第一高級中等学校
- 台中市立台中第二高級中等学校
- 国立中興大学附属高級中学

## 姉妹校

### 定期交換留学生派遣
- フランスLycée Malherbe
- アメリカ合衆国St. John's Preparatory School

### 定期相互訪問
- 日本筑波大学附属駒場中学校・高等学校
- 日本早稲田大学本庄高等学院
- 日本神戸市立葺合高等学校
- 日本大阪府立港南造形高等学校

### 定期ビデオ学術交流
- イギリスHoly Cross School